# سیارک ۱۱۰۸۱
سیارک ۱۱۰۸۱ (به انگلیسی: 11081 Persave، نامگذاری:1993FA13)۱۱۰۸۱مین سیارک کشف شده‌است که در ۲۱ مارس ۱۹۹۳ کشف شد.